# Àngels Moreno i Vercher
Àngels Moreno i Vercher   (Gandia, 1939 - 9 d'abril de 2025) va ser una escriptora valenciana.
De menuda li agradava la lectura i va començar a escriure. Als dèsset anys va fer alguna col·laboració a la revista Marisol i més endavant col·laboracions de caràcter periodístic i literari en publicacions locals de Gandia i la Safor. L'any 1986 va rebre el premi de narracions breus en castellà Flor de Cactus amb En tono menor, allò la va animar a escriure una novel·la i presentar-la al premi Ciutat d'Alzira, on va quedar finalista amb Potser a setembre i, per recomanació del jurat, l'obra es va publicar. La seua primera novel·la va ser finalista del premi de Novel·la Ciutat d'Alzira, guardó que va aconseguir després amb Malson, que va rebre també el premi Alfons el Magnànim València de Narrativa. Va treballar en el camp de la publicitat i la comunicació, al diari Levante-EMV i en diverses publicacions. Va ser membre del Centre d'Estudis i Investigacions Comarcals Alfons el Vell, d'Acció Cultural del País Valencià i de l'Associació d'Escriptors en Llengua Catalana
Mare de cinc fills, entre ells els músics Eva i Carles Dénia.

## Obra

### Novel·la
- 1991 D'ahir[2]
- 1994 Potser a setembre[2]
- 2001 Malson[2][5]
- 2003 Secrets inconfessables[2]
- 2008 Cita a la matinada[2]
- 2014 96 hores[6]
- 2015 Cantar i plorar[2]

### Narrativa breu
- 1986 En tono menor[2]
- 2005 Guinda[2]
- 2006 L'altra vida de Neus Castells[2]
- 2006 L'objecte del desig[2]

### Crítica literària o assaig
- 2002 La Memòria Amagada, dones en la història de Gandia [Coautora][2]

## Premis
- 1986 Premi Flor de Cactus de narrativa breu per En tono menor[2]
- 2000 Premi de Novel·la Ciutat d'Alzira per Malson[3][7]
- 2002 Premi Alfons el Magnànim de narrativa per Secrets inconfessables
- 2007 Premi Vicent Andrés Estellés de Narrativa Bancaixa per Cita a la matinada[8][9]
- 2013 Premi Constantí Llombart de Narrativa en Valencià per Un ram de roses grogues[1][10]